# Hall of fame

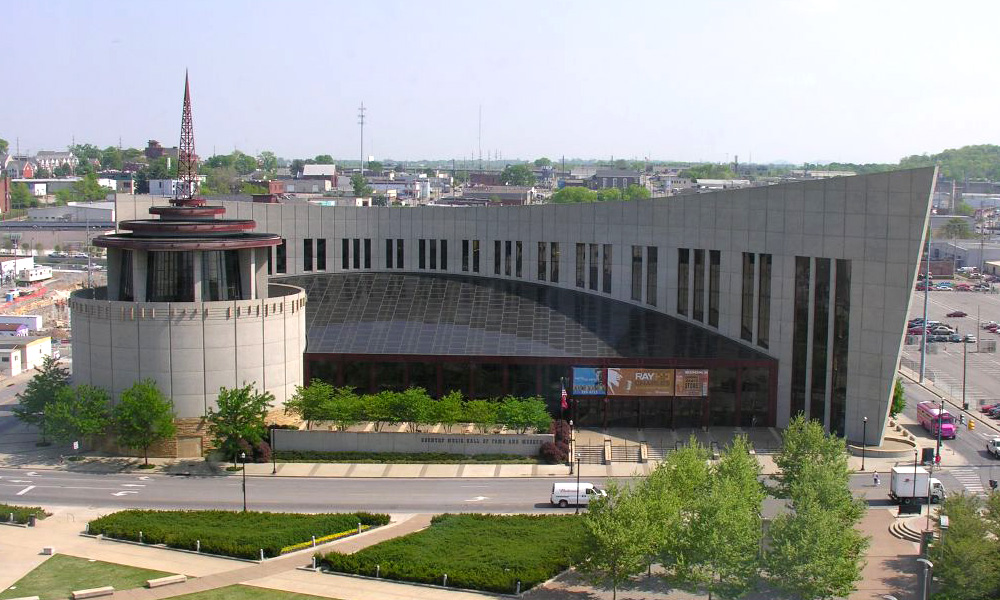
La Country Music Hall of Fame a Nashville, nel Tennessee

L'espressione inglese hall of fame (traducibile letteralmente con "stanza della fama", in italiano talvolta "arca della gloria" o "sala d'onore") è usata per indicare una lista di soggetti che si sono particolarmente distinti in uno specifico campo di attività, per esempio in uno sport o in un genere musicale.
Nella maggior parte dei casi la hall of fame si identifica con un museo o altro luogo dedicato, che conserva cimeli e memorabilia delle personalità che si sono distinte in un particolare settore (artistico, musicale, sportivo e così via) e sono state ammesse in quella determinata hall of fame. In alcuni casi la hall of fame è intesa solo in senso figurativo e consiste semplicemente in una lista di nominativi redatta da un'associazione di un particolare settore. La prima hall of fame fu la Hall of Fame for Great Americans, nella quale sono esposti i busti dei personaggi storici che hanno dato lustro alla nazione, creata dall'Università di New York nel 1900.
Concetto analogo alla hall of fame è la Walk of Fame ("cammino della fama"), un marciapiede o altro percorso pedonale su cui sono esposte targhe celebrative. La più nota è la Hollywood Walk of Fame, con le stelle del cinema, della radio, della televisione, del teatro e della musica. Concetto opposto è invece la hall of shame ("salone della vergogna"), riservata a coloro che si sono distinti in modo particolarmente negativo.

## Sport

### Atletica leggera
- National Track & Field Hall of Fame

### Baseball
- National Baseball Hall of Fame
- Baseball Hall of Fame Giappone

### Calcio
- Hall of Fame del calcio inglese (campionato inglese di calcio)
- Hall of Fame del calcio italiano (campionato italiano di calcio)
- Hall of Fame del calcio scozzese (campionato scozzese di calcio)
- National Soccer Hall of Fame (campionato statunitense di calcio)

### Ciclismo
- UCI Hall of Fame (Unione Ciclistica Internazionale)
- Giro d'Italia Hall of Fame (Giro d'Italia)

### Cricket
- ICC Cricket Hall of Fame

### Football americano
- Pro Football Hall of Fame (NFL)
- College Football Hall of Fame (football universitario)
- Hall of Fame italiana di football americano (campionato italiano)

### Football australiano
- Australian Football Hall of Fame

### Football canadese
- Canadian Football Hall of Fame

### Ginnastica artistica
- International Gymnastics Hall of Fame

### Hockey su ghiaccio
- Hockey Hall of Fame
- IIHF Hall of Fame

### Kendō
- Kendo Hall of Fame (剣道殿堂?, Kendō Dendō)

### Nuoto
- International Swimming Hall of Fame

### Pallacanestro
- Naismith Memorial Basketball Hall of Fame
- FIBA Hall of Fame
- Italia Basket Hall of Fame

### Pallavolo
- Volleyball Hall of Fame

### Pugilato
- International Boxing Hall of Fame

### Rugby a 15
- International Rugby Hall of Fame
- World Rugby Hall of Fame

### Rugby a 13
- Rugby League Hall of Fame

### Scacchi
- World Chess Hall of Fame

### Slittino
- FIL Hall of Fame

### Sport motoristici
- AMA Motorcycle Hall of Fame
- International Motorsports Hall of Fame
- Motorsports Hall of Fame of America
- NASCAR Hall of Fame
- National Dirt Late Model Hall of Fame

### Tennis
- International Tennis Hall of Fame

### Wrestling
- WWE Hall of Fame
- Impact Hall of Fame

### Altro
- National Italian American Sports Hall of Fame

## Musica e spettacolo
- Big Band and Jazz Hall of Fame (jazz)
- Blues Hall of Fame (blues)
- Canadian Music Hall of Fame (musicisti canadesi)
- Country Music Hall of Fame (musica country)
- Gospel Music Hall of Fame (gospel)
- Hip Hop Hall of Fame (hip hop)
- International Jazz Hall of Fame (jazz)
- Rock and Roll Hall of Fame (rock and roll)
- Songwriters Hall of Fame (compositori di canzoni)
- Vocal Group Hall of Fame (gruppi vocali)

### Cinema
- Hollywood Walk of Fame
- Action Hero Hall of Fame
- International Sports Hall of Fame
- Young Hollywood Hall of Fame

### Teatro
- American Theater Hall of Fame

## Altro
- Automotive Hall of Fame (industria automobilistica)
- Entrepreneur Walk of Fame (imprenditoria)
- Hollywood Walk of Fame (industria cinematografica)
- National Women's Hall of Fame (donne nella storia)
- Poker Hall of Fame (poker)
- National Teachers Hall of Fame (insegnamento)
- Walk of Fame